# Lycksele
Lycksele este un oraș în partea de nord a Suediei, în comitatul Västerbotten, pe malul râului Ume. Este centrul administrativ al comunei omonime. Conform unor estimări oficiale din 2010, localitatea avea o populație de 8.513 locuitori. Biserică din secolul al XVIII-lea.

## Demografie
| \| Evoluția demografică a zonei urbane Lycksele, 1970–2015 \| Evoluția demografică a zonei urbane Lycksele, 1970–2015 \| Evoluția demografică a zonei urbane Lycksele, 1970–2015 \| Evoluția demografică a zonei urbane Lycksele, 1970–2015 \| Evoluția demografică a zonei urbane Lycksele, 1970–2015 \| \| --------------------------------------------------------------------------------------- \| ------------------------------------------------------- \| ------------------------------------------------------- \| ------------------------------------------------------- \| ------------------------------------------------------- \| \| An \| \| \| Locuitori \| \| \| 1970 \| 1970 \| \| 7.879 \| 7.879 \| \| 1975 \| 1975 \| \| 8.586 \| 8.586 \| \| 1980 \| 1980 \| \| 8.856 \| 8.856 \| \| 1990 \| 1990 \| \| 9.310 \| 9.310 \| \| 1995 \| 1995 \| \| 9.240 \| 9.240 \| \| 2000 \| 2000 \| \| 8.692 \| 8.692 \| \| 2005 \| 2005 \| \| 8.597 \| 8.597 \| \| 2010 \| 2010 \| \| 8.513 \| 8.513 \| \| 2015 \| 2015 \| \| 8.545 \| 8.545 \| \| Sursa: SCB - Statistika Centralbyrån, Folkmängden per tätort. Vart femte år 1960 - 2016 \| \| \| \| \| |      |  |           |       |
| Evoluția demografică a zonei urbane Lycksele, 1970–2015 |      |  |           |       |
| An |      |  | Locuitori |       |
| 1970 | 1970 |  | 7.879     | 7.879 |
| 1975 | 1975 |  | 8.586     | 8.586 |
| 1980 | 1980 |  | 8.856     | 8.856 |
| 1990 | 1990 |  | 9.310     | 9.310 |
| 1995 | 1995 |  | 9.240     | 9.240 |
| 2000 | 2000 |  | 8.692     | 8.692 |
| 2005 | 2005 |  | 8.597     | 8.597 |
| 2010 | 2010 |  | 8.513     | 8.513 |
| 2015 | 2015 |  | 8.545     | 8.545 |
| Sursa: SCB - Statistika Centralbyrån, Folkmängden per tätort. Vart femte år 1960 - 2016 |      |  |           |       |